# Zanthoxylum oxyphyllum
Zanthoxylum oxyphyllum là một loài thực vật có hoa trong họ Cửu lý hương. Loài này được Edgew. miêu tả khoa học đầu tiên năm 1846.